# 프레더릭턴 익스프레스
| 프레더릭턴 익스프레스 | |
| 콘퍼런스              | |
| 디비전                | 노스 디비전 (1981년~1988년) |
| 설립연도              | 1981년 |
| 해체연도              | 1988년 |
| 역사                  | 프레더릭턴 익스프레스 (1981년~1988년) 핼리팩스 시타델스 (1988년~1993년) 콘월 에이시스 (1993년~1996년) 윌크스배리/스크랜턴 펭귄스 (1999년~현재) |
| 경기장                | 에이트킨 센터 |
| 연고지                | 뉴브런즈윅주 프레더릭턴 |
| 상징색                | 빨강, 스카이 블루 |
| 구단주                | |
| 단장                  | |
| 감독                  | |
| NHL 제휴              | |
| ECHL 제휴             | |
| 정규시즌 우승         | |
| 콘퍼런스 우승         | |
| 디비전 우승           | 2 (1983, 1984) |
| 칼더 컵               | |
| 영구 결번             | |

프레더릭턴 익스프레스(Fredericton Express)는 캐나다 뉴브런즈윅주 프레더릭턴을 연고지로 하는 1981년부터 1988년까지 AHL 소속되었던 아이스 하키팀이다.
1988년 연고지를 노바스코샤주 핼리팩스 (핼리팩스 시타델스)로 이전했다.

## 역대 홈경기장
| 프레더릭턴 익스프레스 |               |          |                         |      |
| 경기장                | 사용기간      | 수용인원 | 장소                    | 비고 |
| 에이트킨 센터         | 1981년~1988년 | 3,278명  | 뉴브런즈윅주 프레더릭턴 | 빈칸 |